# Georg Niehusmann
Georg Niehusmann (* 10. Juni 1963 in Essen) ist ein deutscher Toningenieur, Jazzmusiker (Tenor- und Baritonsaxophon, Bigband-Leader) und Musikproduzent.

## Wirken
Niehusmann studierte in den 1980er Jahren Kirchenmusik an der Folkwang Universität der Künste in Essen und Tontechnik an der Robert Schumann Hochschule Düsseldorf (Diplom, FH). 
Niehusmann hat bereits während des Studiums die Bigband Glenn und die Millers geleitet; zudem unterrichtete er Saxophon an der Essener Folkwang Musikschule. Als Saxophonist gastierte er mit den unterschiedlichsten Formationen in Europa und den USA, etwa im Duo mit seinem Zwillingsbruder, dem Gitarristen Volker Niehusmann. Seit dem Ende seiner musikpädagogischen Tätigkeit musiziert er mit seinem Jazz-Sextett, aber auch als Gastmusiker im Rock- und Pop-Bereich und bei Theater-Produktionen. Seit 1995 gehört er als Gründungsmitglied zum Kokopelli Saxophon Quartett, das 2003 Finalist beim europäischen SaxContest der Firma Yamaha wurde. Mit diesem Quartett spielte er die Alben Come Away, Conversation Amusante und Gershwin & Bernstein ein.
2011 übernahm er die Leitung der Bigband der Fachhochschule Düsseldorf, in der zuvor als Baritonsaxophonist tätig war; die Formation erhielt für das von ihm produzierte Album Shades of Blue 2011 den WDR-Jazzpreis.
Nach dem Abschluss als Diplom-Toningenieur ist Niehusmann seit 1988 als Tonmeister beim WDR in den Genres Jazz, Weltmusik, Kammermusik und für Aufnahmen seiner Rundfunkorchester beschäftigt. Zudem betreibt er das Tonstudio der Folkwang Universität der Künste in Essen-Werden und das eigene CD-Label Sonic Market. Für seine Aufnahme von „Expulsion“ von Frank Kirchner and Zoomachine erhielt er 2012 einen Goldenen Bobby. Als Musikproduzent arbeitete er mit Ramesh Shotham, Peter Erskine, Larry Carlton, Lew Soloff, Finn Martin, Frank Kirchner, Alexander von Schlippenbach, Iva Buric Zalac, Scot Weir, Antje Bitterlich, dem Folkwang Gitarren Duo, Audrey Smiles und der FH BigBand Düsseldorf.
2023 war das Album Fitfty von The Manhattan Transfer mit dem WDR Funkhausorchester, das er zusammen mit Tony Shepperd, David Thomas und Ed Keane produzierte, für den Grammy Award for Best Jazz Vocal Album nominiert.